# Archytas palliatus
Archytas palliatus là một loài ruồi trong họ Tachinidae.